# هاتي
هاتي (بالنرويجية: Hati Hróðvitnisson) هو ذئب ذكر في الأساطير النوردية. وهو ابن فنرير وأخ سكول. مهمة هاتي هي ابتلاع القمر. ولذلك سيبقى هاتي بملاحقة عربة القمر حتى ينجح بمهمته. وعند نجاحه ستكون تلك إحدى مقدمات المعركة النهائية راكناروك.